# Lea Massari
Lea Massari, właśc. Anna Maria Massatani (ur. 30 czerwca 1933 w Rzymie, zm. 23 czerwca 2025 tamże) – włoska aktorka filmowa.

## Życiorys
Zasiadała w jury konkursu głównego na 28. MFF w Cannes (1975).

## Filmografia (wybór)
- 1957: Sny w szufladzie (I sogni nel cassetto) jako Lucia Moretti
- 1960: Przygoda (L'avventura) jako Anna
- 1961: Życie nie jest łatwe (Una vita difficile) jako Elena Pavinato
- 1961: Kolos z Rodos (Il colosso di Rodi) jako Diala
- 1962: Cztery dni Neapolu (Le quattro giornate di Napoli) jako Maria
- 1964: Zemsta OAS (L'insoumis) jako Dominique Servet
- 1965: Żołnierki (Le soldatesse) jako Toula Demantritza
- 1965: Made in Italy jako Monica
- 1970: Okruchy życia (Les choses de la vie) jako Catherine Bérard
- 1972: Pierwsza spokojna noc (La prima notte di quiete) jako Monica
- 1974: Anna Karenina jako Anna Karenina
- 1975: Strach nad miastem (Peur sur la ville) jako Nora Elmer